# 威利·纽贝格
威利·纽贝格（德語：Willi Neuberger，1946年4月15日—）是一名德国前足球运动员。于1966年至1983年期间曾先后效力于德甲球队多特蒙德、云达不来梅、伍珀塔尔及法兰克福，并随法兰克福夺得1975年及1981年欧洲联盟杯以及1980年德国杯。此外，他还曾两次代表德国国家足球队上阵。